# Аморузо, Лоренцо
Лоре́нцо Пьерлуи́джи Амору́зо (итал. Lorenzo Pierluigi Amoruso; род. 28 июня 1971, Бари) — итальянский футболист и футбольный тренер. Возглавляет мальтийский клуб «Валлетта».

## Карьера
Лоренцо Аморузо родился в городе Бари, его детство прошло в районе Палезе, где он и начинал играть в футбол. Затем Аморузо записался в детскую школу клуба «Бари», за которую пройдя все молодёжные команды дебютировал в сезоне 1988/89, сыграв 3 матча, в том же сезоне «Бари» вышел в серию А, в которой Аморузо впервые сыграл 8 октября 1989 года против «Интернационале», игра завершилась со счётом 1:1. В составе «Бари» Аморузо провёл 7 сезонов, два из которых он был отдан в аренду, сначала в клуб «Мантова», а затем в «Пескару». Летом 1995 года Аморузо был куплен клубом «Фиорентина», за «фиалковых» футболист провёл 2 сезона, выиграв кубок и суперкубок Италии, оба в 1996 году.
29 мая 1997 года Аморузо был куплен шотландским клубом «Рейнджерс» за 4 млн фунтов, Аморузо стал лидером обороны команды, выиграв с клубом 3 раза чемпионат Шотландии и столько же национальных Кубков и Кубков лиги Шотландии. В 1998 году главный тренер «Рейнджерс» Дик Адвокаат даже назначил Аморузо капитаном команды, но в 2000 году именно Адвокаат помешал готовому трансферу Аморузо в английский клуб «Сандерленд», поставив «вето» на уход итальянца, из-за чего у тренера и футболиста произошёл конфликт. В сезоне 2000/01 «Рейнджерс» играл плохо, Адвокаат стал настаивать на покупке новых игроков центра обороны, а после матча Лиги чемпионов с «Монако», который шотландский клуб проиграл из-за Аморузо, Адвокаат лишил итальянского футболиста капитанской повязки. Но после увольнения Адвокаата из тренерского штаба «рейнджеров», новый главный тренер клуба Алекс Маклиш поверил в Аморузо, и тот ответил прекрасной игрой в обороне команды, которая нашла поддержку не только у тренеров и фанатов «Рейнджерс», но и у футбольной общественности Шотландии — Аморузо был выбран лучшим футболистом Шотландии по версии футболистов. В финале Кубка Шотландии 2003 Аморузо забил победный мяч, после игры он плакал — это игра была последней для итальянца кубковый матч в составе «Рейнджерс», ибо Аморузо уже подписал контракт с клубом «Блэкберн Роверс».
В июне 2003 года за 1,4 млн фунтов Лоренцо Аморузо стал игроком «Блэкберна», продажа футболиста была обусловлена большими финансовыми долгами «Рейнджерс». В первой же игре за новый клуб 16 августа уже на 17-й минуте Аморузо забил гол. Однако уже в октябре Аморузо получил тяжёлую травму колена, которая вывела его из игры на полгода. Следующие 2 сезона Аморузо больше лечился, чем играл, регулярно усугубляя травму, в результате сыграл за клуб лишь в 18-ти матчах в Премьер-Лиге. Летом 2006 года, когда контракт закончился, клуб не захотел продлевать его.
Полтора года Аморузо был без футбола, лишь в январе 2008 футболист подписал контракт с клубом из Сан-Марино «Космос». 20 марта 2009 года Аморузо подписал контракт с чемпионом Мальты, клубом «Валлетта», которую со следующего сезона возглавил в качестве тренера.

## Достижения

### Командные
- Обладатель Кубка Италии: 1995/96
- Обладатель Суперкубка Италии: 1996
- Чемпион Шотландии (3): 1998/99, 1999/00, 2002/03
- Обладатель Кубка Шотландии (3): 1998/99, 2001/02, 2002/03
- Обладатель Кубка шотландской лиги (3): 1998/99, 2001/02, 2002/03

### Личные
- Игрок года в Шотландии по версии футболистов Шотландской ассоциации профессиональных футболистов: 2002